# George Farquhar (zapaśnik)
George Hardy Farquhar (ur. 14 grudnia 1929 w Edynburgu) – brytyjski zapaśnik walczący w stylu wolnym. Olimpijczyk z Melbourne 1956, gdzie odpadł w eliminacjach w kategorii 79 kg. Srebrny medalista igrzysk Imperium Brytyjskiego i Wspólnoty Brytyjskiej w 1958, gdzie reprezentował Szkocję.
Pięciokrotny mistrz kraju w: 1953 (76 kg), 1955, 1956, 1957 i 1963 (85 kg).
- Turniej w Melbourne 1956

Przegrał z Danem Hodge’em z USA i Williamem Daviesem z Australii.